# 牛島滿
牛島滿（日语：／ Ushijima Mitsuru，1887年7月31日—1945年6月22日），是第二次世界大戰結束前沖繩島戰役島上日軍第32軍指揮官。戰前日軍精銳第9師團2萬兵力自沖繩被抽調至台灣，導致牛島僅餘12萬餘兵力，美軍則以18萬兵力登島進攻，但牛島仍運用有限的兵力據險死戰。雖然牛島最終被登陸美軍擊敗而切腹自盡，但此役使美軍付出高昂的代價。而此役日軍所發動的神風攻擊和玉碎戰，被認為是美國後來決定對日本使用原子彈的因素。
美軍總傷亡人數大約是65,000人，其中12,513人死亡或失蹤。美軍陣亡的人數比硫磺島戰役和瓜達爾卡納爾島戰役的總死亡人數多了兩倍以上，此數字還不包含幾千名在日後間接死亡（由傷口和其他原因導致）的軍人。攻佔沖繩島的美軍司令巴克納中將也在此戰遭到日軍炮擊陣亡，成為第二次世界大戰美軍戰歿最高階將領。而日軍除了約7,000人被俘虜外，其餘約100,000名守軍則幾乎全數陣亡，付出了比美軍高十倍的陣亡代價。

## 初年
牛島滿是鹿兒島縣鹿兒島市人。1937年中日戰爭開始，他在中國晉升為少將旅團長。1939年起他晉升為中將並擔任日軍精銳部隊第11師團師團長，在華中地區及緬甸大戰盟軍數場。1941年起他被派回日本擔任後備役軍官動員訓練學院院長。1943年他晉升為日軍陸軍官校校長到1944年。之後前往沖繩擔任戰事指揮官；並因戰敗自殺。

## 年譜
- 1908年（明治41年）5月 - 陸軍士官學校畢業（20期）。
  - 12月 - 升少尉。近衛歩兵第4聯隊付。
- 1911年（明治44年）12月 - 升中尉。
- 1916年（大正5年）5月 - 陸軍大學校畢業（28期）。
- 1918年（大正7年）8月 - 西伯利亞出兵（～1920年8月）。西伯利亞派遣軍野戰交通部參謀。
  - 12月 - 升大尉。
- 1919年（大正8年）4月 - 近衛步兵第4聯隊中隊長。
- 1920年（大正9年）8月 - 陸軍步兵學校教官。
- 1924年（大正13年）3月 - 升少佐。步兵第43聯隊大隊長。
- 1925年（大正14年）4月 - 步兵第45聯隊付（配屬第一鹿兒島中學校）。
- 1928年（昭和3年）3月 - 步兵第23聯隊附。
  - 8月 - 升中佐。
- 1930年（昭和5年）8月 - 下關要塞參謀。
- 1932年（昭和7年）8月8日 - 升大佐。陸軍戶山學校教育部長。
- 1933年（昭和8年）3月18日 - 陸軍省高級副官。
- 1936年（昭和11年）3月28日 - 步兵第1聯隊長。
- 1937年（昭和12年）3月1日 - 升少將。歩兵第36旅團長。
  - 12月5日 - 陸軍預科士官學校幹事。
- 1939年（昭和14年）3月9日 - 陸軍預科士官學校校長。陸軍戸山學校校長（兼任）。
  - 8月1日 - 升中将。
  - 12月1日 - 第11师团長。
- 1941年（昭和16年）10月15日 - 陸軍公主嶺學校校長。
- 1942年（昭和17年）8月8日 - 陸軍士官學校校長。
- 1944年（昭和19年）9月26日 - 第32軍司令官。
- 1945年（昭和20年）5月22日 - 決定南部撤退。
  - 6月23日 - 清晨、於摩文仁丘洞窟内與長勇參謀長自決（同日為沖繩縣慰靈日。據說在22日自決）。同日特別晉升為陸軍大將。隨著日本投降、日軍被解散，牛島滿成為日本最後一位獲得陸軍大將軍銜的人。

## 相關資料

### 著作
- Fuller, Richard. . London: Arms and Armor. 1992. ISBN 1-85409-151-4.
- Hayashi, Saburo; Cox, Alvin D. . Quantico, VA: The Marine Corps Association. 1959.
- Toland, John. . Random House. 1970. ISBN 0812968581.
- Yahara, Hiromichi; Gibney, Frank B. . John Wiley & Sons, Inc. 1995. ISBN 0-471-18080-7.

## 外部連結
- Ammenthorp, Steen. . The Generals of World War II.   [2009-02-14]. （原始内容存档于2016-03-03）.
- Budge, Kent. . Pacific War Online Encyclopedia.   [2009-02-14]. （原始内容存档于2017-04-26）.
- Chen, Peter. . WW2 Database.   [2009-02-14]. （原始内容存档于2015-11-24）.